# Daector
Daector is een geslacht van straalvinnige vissen uit de familie van kikvorsvissen (Batrachoididae).

## Soorten
- Daector dowi (Jordan & Gilbert, 1887)
- Daector gerringi (Rendahl, 1941)
- Daector quadrizonatus (Eigenmann, 1922)
- Daector reticulata (Günther, 1864)
- Daector schmitti Collette, 1968